# La Mata de Monteagudo
La Mata de Monteagudo es una localidad española del municipio de Valderrueda, en la provincia de León, comunidad autónoma de Castilla y León.
La iglesia está dedicada al Sagrado Corazón de Jesús.

## Localidades limítrofes
Confina con las siguientes localidades:
- Al norte con Ferreras del Puerto.
- Al noreste con Las Muñecas.
- Al este con El Otero de Valdetuéjar.
- Al oeste con Fuentes de Peñacorada.
- Al noroeste con Ocejo de la Peña.

## Demografía
Evolución de la población
| Gráfica de evolución demográfica de La Mata de Monteagudo entre 2000 y 2017 |
|                                                                             |
| Población de derecho (2000-2017) según el padrón municipal del INE          |

## Historia
Así se describe a La Mata de Monteagudo en el tomo X del Diccionario geográfico-estadístico-histórico de España y sus posesiones de Ultramar, obra impulsada por Pascual Madoz a mediados del siglo XIX:

Lugar en la provincia y diócesis de León, partido judicial de Riaño, audiencia territorial y capitanía general de Valladolid, ayuntamiento de Renedo. Situado en la falda occidental de Peñacorada entre Fuentes y el Otero; su clima es frío pero sano. Tiene unas 50 casas; escuela de primeras letras por temporada; iglesia parroquial (San Cipriano), servida por 1 cura de primer ascenso y presentar de los vecinos de estado noble, y buenas aguas potables. En su término se encuentra el santuario de Nuestra Señora de Velilla. El terreno es de buena y mediana calidad, le fertilizan las aguas del Cea, y produce granos, legumbres y pastos; cría ganados, caza y pesca. Población: 50 vecinos, 200 almas. Contribución: con el ayuntamiento.
Diccionario geográfico-estadístico-histórico de España y sus posesiones de Ultramar